# Куарши, Джошуа
Джошуа Куарши (нем. Joshua Quarshie; род. 26 июля 2004) — немецкий футболист ганского происхождения, защитник клуба «Саутгемптон».

## Клубная карьера
Куарши — воспитанник клубов «Шальке 04», дюссельдорвской «Фортуны» и «Рот-Вайсс». Летом 2022 года Джошуа подписал контракт с «Хоффенхаймом». 12 ноября в матче против «Вольфсбурга» он дебютировал в Бундеслиге.